# Dalavia
Dalavia était une compagnie aérienne russe basée à l'aéroport de Khabarovsk, dans l'Extrême-Orient russe, dont les droits de vol ont été retirés par le gouvernement russe en octobre 2008.

## Historique
Fin des opérations : octobre 2008.

## Code data
- Association internationale du transport aérien AITA Code : H8
- Organisation de l'aviation civile internationale OACI Code : KHB
- Nom d'appel :

## Destinations
- La compagnie exploite 22 destinations régulières à travers la Russie, 7 destinations régulières sur l'international et 5 destinations charter.

## Flotte
La compagnie exploite différents types d'avions d'origine russe :
- 3 Tupolev Tu-214 (160 sièges)
- 7 IIlyushin IL-62M4 (155 sièges)
- 7 Antonov AN-24 (36 sièges)
- 2 Antonov AN-26 (48 sièges)
- 5 Tupolev Tu-154M (164 sièges)
- 4 Tupolev Tu-154B (164 sièges)